# Mary Chesnut

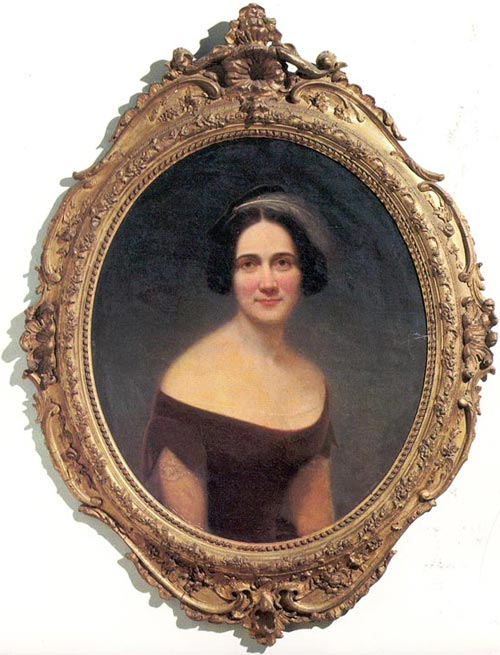
Mary Chesnut

Mary Boykin Chesnut, geborene Miller (* 31. März 1823 bei Stateburg, South Carolina; † 2. November 1886 in Camden, South Carolina), war Autorin und eine der bekanntesten Zeitzeuginnen des Amerikanischen Bürgerkrieges.
Als Ehefrau von Senator und Brigadegeneral James Chesnut junior hatte Mary Chesnut Zugang zu den höchsten gesellschaftlichen Kreisen der Südstaaten und konnte so die wichtigsten Ereignisse und Entscheidungen des Bürgerkrieges direkt miterleben. Vom 18. Februar 1861 bis zum 26. Juni 1865 hielt sie diese Eindrücke in einem heute vielbeachteten Tagebuch fest. Erwähnung findet dieses unter anderem in der Filmreihe Der Amerikanische Bürgerkrieg von Ken Burns und in dem mit dem Pulitzer-Preis ausgezeichneten Standardwerk über den Sezessionskrieg, Für die Freiheit sterben, von James M. McPherson.
Zwischen 1881 und 1884 arbeitete Chesnut an einer endgültigen Fassung ihres Buches, das 1905 veröffentlicht wurde. Weitere Veröffentlichungen, darunter die von C. Vann Woodward, folgten. Woodward erhielt dafür 1981 den Pulitzer-Preis für Geschichte.
Mary Chesnut starb 1886, ein Jahr nach ihrem Ehemann, und wurde an dessen Seite auf dem Knights Hill Cemetery in Camden, South Carolina, beigesetzt.